# ZETT
ZETT byla továrnou na čokoládu a cukrovinky v Moravské Ostravě, kterou založil Isidor Zuckermann.

## Historie
V roce 1900 se přistěhoval z Krakova do Moravské Ostravy vyučený cukrář Isidor Zuckermann (? – 4. dubna 1939 Ostrava). V květnu téhož roku získal povolení k výrobě orientálních cukrovinek a kanditů, které začal vyrábět v malé výrobně na Těšínské ulici. Výrobky prodával na trzích. V roce 1905 rozšířil sortiment o pečené cukrářské výrobky a začal obchodovat s čokoládou. V dílně na Mostní ulici (ulice 28. října) č.p. 548 zaměstnával deset dělníků. V roce 1911 zavedl do výroby elektrické stroje. V roce 1913 součástí dílny byla pekařská pec se šesti troubami, míchačka, mlýnek, šlehač, sušák a sporák k přípravě sirupů. V roce 1914 zakoupil tiskárnu Hebling v Ostravě na Kostelní ulici, od roku 1917 umístil podnik do prvního patra. V přízemí byla tiskárna Adolfa Lusera. V roce 1919 začal vyrábět čokoládu. V té době zaměstnával 15 dělníků. V následujících létech zakoupil nové stroje a začal rozšiřovat sortiment čokoládového zboží. Dne 26. září 1922 byla firma zapsána v němčině u Krajského soudu v Moravské Ostravě pod názvem ZETT, Chokoladen und Zuckerwarenfabrik I. Zuckermann. Český název Zett, továrna na čokoládu a cukrovinky I. Zuckermann byl zapsán 28. dubna 1928.
Na konci roku 1925 provoz rozšířil do přízemí domu a v roce 1927 nechal přistavět druhé patro. Výroba se rozrůstala takže v roce 1928 zakoupil objekt Likérky v Sokolovské třídě, kam postupně přesouval část výroby. K celkovému přesunu nedošlo vlivem okupace a následně druhé světové války.
Zuckermanovi byli Židé, v roce 1930 se dobrovolně přihlásili k německé národnosti. Podle závěti z roku 1928 rodinný podnik měl přejít do rukou dětí: dcer Pavly Steinerové, Hermíny Fürstové (14. února 1905 Moravská Ostrava–1945 Osvětim) a syna Josefa Zuckermanna (?13.3.1908 Moravská Ostrava? – Osvětim). Po smrti Isaka Zuckermana dědicové převzali firmu a vytvořili veřejnou obchodní společnost, která byla do obchodního rejstříku 29. dubna 1943 se zpětnou platností k 31. říjnu 1940. Dne 29. prosince 1939 byla na firmu Němci uvalena nucená správa. Treuhänderem, tj. nuceným správcem se stal zaměstnanec firmy a příslušník NSDAP Němec Ludwig Lorenz. Dne 24. srpna 1943 byl vystřídán Walterem Pindurem, majitelem firmy Kirchhof a Pindur, továrna na cukrovinky a čokoládu v Opavě. Dne 6. října 1944 Walter Pindur odkoupil továrnu ZETT a stal se jediným majitelem továrny. Ke konci druhé světové války se zde také vyráběly sklíčka do plynových masek. Konec války byl pro továrnu zničující. Dostala přímý zásah 500 kg pumou a byla značně poškozena dělostřeleckou palbou.
Po ukončení druhé světové války byla továrna zkonfiskována a dána pod národní správu, národním správcem byl Vilém Vašek. Během roku 1945 byla výroba obnovena, pracovalo zde 150 zaměstnanců, kteří založili zaměstnanecké výrobní družstvo Družstevní továrna na kakao, čokoládu, cukrovinky a trvanlivé pečivo s.r.o. v Ostravě. Družstvo bylo zapsáno 18. února 1946. V roce 1947 se pokusil získat firmu ZETT zpátky do vlastnictví jediný přeživší člen rodiny Zuckermannů Julius spolu s lékařem MUDr. Erichem Steinerem (manžel Pavly Zuckermanové). Majetek nebyl navrácen. Dne 28. února 1948 byla firma začleněna pod Československé čokoládovny, n.p. Praha a od 23. prosince 1948 pod Slezský průmysl jemného pečiva, n.p. Opava. V březnu 1949 byl podnik zlikvidován. Budova firmy ZETT včetně zaměstnanců přešly pod Oděvní průmysl n.p. Prostějov. Budovy byly přestavěny pro výrobu konfekce.

## Výrobní sortiment
Počáteční výroba se odvíjela od výroby kanditů a orientálních cukrovinek. Od roku 1905 výroba byla rozšířená o pečené cukrářské výrobky a obchod s čokoládou.V roce 1919 začal vyrábět čokoládu. Začátek dvacátých let 20. století byly hlavním výrobním sortimentem vánoční kolekce a čokoládové figurky (60%). Nejvíce výrobků putovalo na Slovensko. Týdenní plat se pohyboval v rozmezí 120 až 160 korun. V roce 1928 zaměstnával Isidor Zuckermann v rodinném podniku 200 dělníků, převážně ženy, a v sezoně vzrostl jejich počet na 300. V roce 1935 celkový obrat činil 5 milionu korun. Krize se podniku výrazně nedotkla.
Během druhé světové války se v továrně vyráběly poživatiny a ke konci války zde byla zavedena výroba sklíček do plynových masek. V závěru roku byly stroje vyvezeny do Německa a v době osvobozovacích bojů sklady vyrabovány.
Během toku 1945 se podařilo obnovit výrobu v devastovaném podniku. Byly vyráběny různé deserty s jemnou náplní, fondantové cukrovinky, fourée, dragée, kandity, karamely a jiné výrobky. V rámci akce UNRRA byly družstvu dodány kakaové boby. Od roku 1947 byla zahájená výroba čokolády a kakaa.